# Interneringszegel Nederland
In Nederland werd in februari 1916 een interneringszegel uitgegeven, in steendruk, ten dienste van het postverkeer van geïnterneerde Belgische militairen in Nederlandse interneringskampen. 
Geïnterneerde militairen hebben (sinds omstreeks 1906) portvrijdom. De Duitsers klaagden echter over de te grote hoeveelheid post, reden waarom besloten werd –ter beperking van het postverkeer– aan Belgische geïnterneerden plakzegels te verstrekken. Voor de maand februari 1916 kon men twee (groene) interneringszegels kopen voor een bedrag van 1 cent. De zegels zouden alleen in de maand februari geldig zijn. Het waren toelatingszegels, géén postzegels. Vervolgens hadden de Duitsers bezwaar tegen het grote formaat van de plakzegels, omdat daaronder stiekem een bericht konden worden geschreven. Veel van de brieven met een opgeplakte interneringszegel kwamen retour met het stempel: Zurück weil unzulässig. Daarom is een tweede (bruine) interneringszegel, bestemd voor de maand maart 1916, niet tot uitgifte gekomen. Hiervan zijn wel postfrisse exemplaren bij verzamelaars terechtgekomen, maar bij gestempelde exemplaren is de afstempeling een vervalsing (en misschien de zegel ook).

## Trivia
- De interneringszegels waren alleen bestemd voor Belgische geïnterneerden, niet voor Engelsen.
- De zegels zijn opgenomen in de NVPH-catalogus.
- Er zijn gevaarlijke vervalsingen in omloop! Deze worden wellicht op internet te koop aangeboden.